# Henri Ackermann
Pour les articles homonymes, voir Ackermann.
Henri "Hary" Ackermann, né le 25 juillet 1922 à Luxembourg (Luxembourg) et mort le 23 janvier 2014 dans la même ville, est un coureur cycliste luxembourgeois, professionnel en 1949.

## Palmarès sur piste
- 1947
  - 2e du championnat de Luxembourg de poursuite
  - 2e du championnat de Luxembourg de vitesse

## Palmarès sur route
- 1940
  -  Champion du Luxembourg des débutants
- 1947
  - 2e du Grand Prix Général Patton indépendants
  - 2e du championnat du Luxembourg des indépendants

## Résultats sur les grands tours

### Tour de France
2 participations
- 1947 : abandon (2e étape)
- 1948 : éliminé (6e étape)